# نسبة النقر

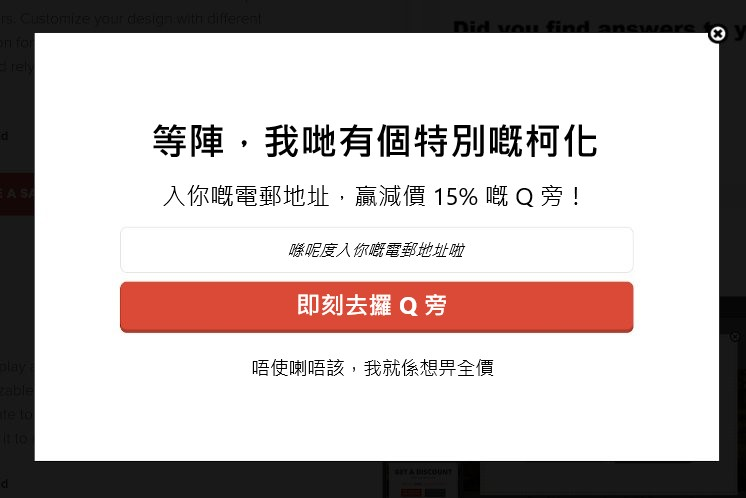
الإعلان عن نافذة منبثقة داخل الصفحة لزيادة نسبة النقر

نسبة النقر هي نسبة المستخدمين الذين ينقرون على رابط معين إلى العدد الإجمالي من المستخدمين الذين يطلعون على الصفحة أو البريد الإلكتروني أو الإعلان.